# Existentieel risico

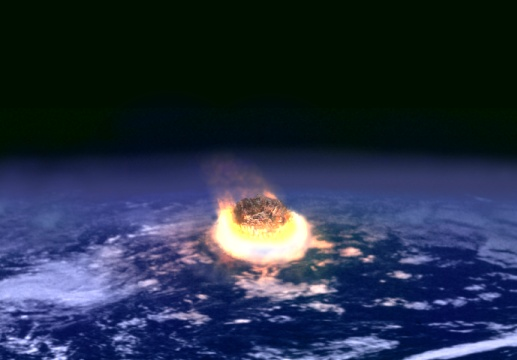
Artistieke impressie van een grote asteroïde impact, zoals deze die het uitsterven van de dinosaurussen kan hebben veroorzaakt.

Een existentieel risico voor de mensheid is een gebeurtenis die in staat is al het intelligente leven op aarde uit te roeien of de ontwikkeling van dit type leven permanent en op drastische wijze in zijn verdere ontwikkeling te beperken. Een existentieel risico onderscheidt zich van andere risico's door de reusachtige mogelijke schade voor de mensheid als geheel. Existentiële risico's bestaan uit zeer omvangrijke natuurrampen zoals megavulkanisme en neerstortende planetoïden en uit door mensen veroorzaakte megarampen zoals een kernoorlog, terrorisme met middelen uit de biologische oorlogvoering en een steeds verder doorgaande opwarming van de Aarde.
Terwijl klimaatverandering en de bedreigingen van een kernoorlog uitgebreid worden onderzocht, is systematisch onderzoek naar andere existentiële risico's betrekkelijk nieuw en pas sinds 2002 begonnen. Mogelijk komt dit omdat dit type onderzoek samenwerking tussen onderling zeer verschillende wetenschappelijke disciplines vergt.

## Mogelijke risico’s

### Antropogeen
Antropogeen is een neologisme dat verwijst naar alles wat van menselijke oorsprong is, of door de mens wordt teweeggebracht:
- Biotechnologie
- Cyberaanval
- Kunstmatige intelligentie
- Milieuramp
- Nanotechnologie
- Oorlog en massavernietiging
- Opwarming van de aarde
- The Sixth Extinction (massaal uitsterven veroorzaakt door menselijk handelen)
- Spiegelbeeldleven
- Technologische catastrofe
- Uitputting van minerale hulpbronnen
- Wereldbevolking en landbouwcrisis

### Niet-antropogeen
- Asteroïde-impact
- Zwart gat en andere kosmische dreigingen
- Buitenaardse invasie
- Mondiale pandemie
- Klimaatverandering
- Supervulkaan

## Risicobeheer
Om existentiële risico’s te beperken wordt onder meer een wereldwijd beheer van alle ecosystemen voorgesteld, met respect voor de planetaire grenzen, eventueel met behulp van geo-engineering. Een meer specifieke toepassing zijn de klimaatnoodplannen, zoals die van de Club van Rome. Anderen denken aan ruimtekolonisatie en megaschaaltechnologie, om het overleven op andere planeten mogelijk te maken. 
Vooral in de Verenigde Staten ontstonden groepen van “survivalists”, die zich actief voorbereiden op massale ontwrichting, en daartoe voedsel en wapens opslaan. 
Voor het overleven van plantgoed zijn de Wereldzadenbank op Spitsbergen en het Millennium Seed Bank Project opgezet. 

## Organisaties en adviseurs
Een van de oudste organisaties die de aandacht vestigde op existentiële risico’s, is het Bulletin of the Atomic Scientists, opgericht in 1945 met het oog op de dreiging van kernwapens. De organisatie publiceert sedert 1947 de jaarlijkse doemdagklok. 
Nadien ontstonden talrijke organisaties en instellingen die zich ofwel richten op de existentiële risico’s, zoals het Nuclear Threat Initiative en de Zweedse Global Challenges Foundation, ofwel futurologisch vooruitblikken, zoals het Foresight Institute. Instellingen als Future of Humanity Institute combineren beide invalshoeken. 
Deze organisaties worden vaak geadviseerd door visionaire wetenschappers zoals Paul R. Ehrlich, Eric Drexler en Stephen Hawking, filosofen als Nick Bostrom, en ondernemers zoals Peter Thiel en Elon Musk.